# Grant Cottage
Le Grant Cottage est une maison américaine dans le comté de Saratoga, dans l'État de New York. Inscrite au Registre national des lieux historiques depuis le 18 février 1971, elle est classée National Historic Landmark depuis le 13 janvier 2021. C'est là que l'ancien président des États-Unis Ulysses S. Grant a passé les cinq dernières semaines de sa vie en 1885.